# Aleksandr Berkoetov
Aleksandr Berkoetov (Samara, 21 mei 1933 - Moskou, 7 november 2012) was een Sovjet-Russisch roeier. Samen met Joeri Tjoekalov vormde Berkoetov een succesvol dubbel-twee-duo. Samen wonnen ze goud tijdens de Olympische Zomerspelen 1956 en zilver tijdens de Olympische Zomerspelen 1960 en vier Europese titels van 1956 tot en met 1960 en daarnaast in 1956 en 1957 de Double Sculls Challenge Cup.

## Resultaten
- Olympische Zomerspelen 1956 in Melbourne  in de dubbel-twee
- Olympische Zomerspelen 1960 in Rome  in de dubbel-twee

1904: John Mulcahy & William Varley ·
1920: Paul Costello & John B. Kelly, Sr. ·
1924: Paul Costello & John B. Kelly, Sr. ·
1928: Paul Costello & Charles McIlvaine ·
1932: Kenneth Myers & Garrett Gilmore ·
1936: Jack Beresford & Leslie Southwood ·
1948: Richard Burnell & Bert Bushnell ·
1952: Tranquilo Cappozzo & Eduardo Guerrero ·
1956: Aleksandr Berkoetov & Joeri Tjoekalov ·
1960: Václav Kozák & Pavel Schmidt ·
1964: Oleg Tjoerin & Boris Doebrovsky ·
1968: Anatoli Sass & Aleksandr Timosjinin ·
1972: Aleksandr Timosjinin & Gennadi Korsjikov ·
1976: Frank Hansen & Alf Hansen ·
1980: Joachim Dreifke & Klaus Kröppelien ·
1984: Bradley Lewis & Paul Enquist ·
1988: Nico Rienks & Ronald Florijn ·
1992: Stephen Hawkins & Peter Antonie ·
1996: Agostino Abbagnale & Davide Tizzano ·
2000: Luka Špik & Iztok Čop ·
2004: Sébastien Vieilledent & Adrien Hardy ·
2008: David Crawshay & Scott Brennan ·
2012: Nathan Cohen & Joseph Sullivan  ·
2016: Martin Sinković & Valent Sinković ·
2020: Hugo Boucheron & Matthieu Androdias  ·
2024: Andrei Cornea & Marian Enache